# Ora (Italia)
Ora es una localidad y comune italiana de la provincia de Bolzano, región de Trentino-Alto Adigio, con 3.866 habitantes.

## Distribución de idiomas
Según el censo de 2011, la mayoría de los residentes (69,7 %) hablan alemán como lengua materna, el 29,6 % habla italiano de forma nativa y el 0,7 % el ladino.

## Evolución demográfica
| Gráfica de evolución demográfica de Ora entre 1861 y 2001 |
|                                                           |
| Fuente ISTAT - elaboración gráfica de Wikipedia           |